# Нонна
Но́нна — латинское женское имя. Наибольшее распространение имя Нонна получило в странах бывшего СССР и Италии. В США оно встречается крайне редко.
Имя происходит из лат. nona «девятая», которое выходит из лат. nonus «девятый» как женский вариант мужского имени Нонн. Возможно также заимствование болгарского имени Нона. На Русь попало с христианством из Византии, но было редким и давалось по святцам.

## Именины
Православные именины (дата дана по григорианскому календарю): 18 августа.

## Производные формы имени
Ноннушка, Нона, Ноня, Нонуся, Ноннета